# Giovinezza
Giovinezza  (italienisch für „Jugend“), eigentlich Inno Trionfale del Partito Nazionale Fascista („Triumphhymne der Nationalen Faschistischen Partei“), war die Hymne der faschistischen Bewegung Italiens und des faschistischen Regimes. Ab 1922, dem Jahr des „Marsches auf Rom“, war sie im Anschluss an die damalige italienische Nationalhymne Marcia Reale zu singen.

## Geschichte und Bedeutung
Die Giovinezza stammt von einem unpolitischen Lied aus der 1909 von Nino Oxilia geschriebenen Studentenkomödie Addio Giovinezza (Adieu, Jugend). In dieser Fassung war das Lied zunächst unter dem Titel „Commiato“ bekannt. Die Melodie stammte von Giuseppe Blanc. Als 1910 Giuseppe Blanc an einem Training der Alpini Sciatori (der Skialpinisten des italienischen Heers) in Bardonecchia teilnahm, intonierte er das Lied auf dem Klavier. Den Soldaten gefiel es so gut, dass sie es unter einem eigenen Text als Inno degli Sciatori (Skifahrerhymne) übernahmen. Das Lied war auch bei den 1911 in Libyen kämpfenden italienischen Truppen im Gebrauch, und im Ersten Weltkrieg kam es bei den Arditi, einer Eliteabteilung des italienischen Heeres, wieder unter einem anderen Text auf. In dieser Abteilung kämpften viele Männer, die sich später der faschistischen Bewegung anschlossen. Von den Arditi kam auch die „Giovinezza“ zu den Faschisten. Marcello Manni bearbeitete und fixierte den von den Arditi übernommenen Text schriftlich. Salvatore Gotta war der Verfasser der 1925 von der PNF autorisierten Verse, während Manni von der Partei als Arrangeur anerkannt wurde.
Der eingängige Refrain der Giovinezza kam unverändert in die Gotta-Version:
| Giovinezza, giovinezza Primavera di bellezza, Della vita nell'asprezza Il tuo canto squilla e va! | Jugend, Jugend, Frühling der Schönheit, Vom Leben in Härte Kündet dein weithin schallender Gesang! |

Anstelle von asprezza (Härte, Entbehrungsreichtum) wurde jedoch häufig das ähnlich klingende ebbrezza (Nervenkitzel, Rausch) gesungen. Eine weitere inoffizielle Abänderung des Refrains, wie vor allem die faschistischen Arditi sie benutzt haben sollen, lautete hingegen wie folgt:
| Giovinezza, Giovinezza, Primavera di bellezza Nel Fascismo è la salvezza Della nostra civiltà. È per Benito Mussolini, Eja eja alalà. È per la nostra Patria bella, Eja eja alalà. | Jugend, Jugend, Frühling der Schönheit, Im Faschismus liegt die Rettung Unserer Zivilisation. Es gilt für Benito Mussolini, Eja eja alalá, Es gilt für unser schönes Vaterland, Eja eja alalá. |

Nach 1943 war in der kurzlebigen Republik von Salò eine modifizierte Fassung als alleinige Nationalhymne in Gebrauch.
Die Hymne hatte, wie die faschistische Bewegung in Italien selbst, einen Vorbildcharakter für andere derartige Hymnen ideologisch ähnlich gelagerter Bewegungen und Regime. Sie wurde auch in andere Sprachen übertragen, etwa ins Deutsche (wo das Lied unter dem Titel „Hitlerleute“ gesungen wurde) und ins Spanische, in der Form des Lieds des „Voluntario de la División Azul“ („Freiwilliger der Blauen Division“ – die „Blaue Division“ entsandte Franco im Zweiten Weltkrieg an die deutsche Ostfront).
Südtiroler Jugendliche verwendeten den abwertenden Spruch "Giovinezza - Hosenfetzer" in der Auseinandersetzung mit den italienischen Faschisten.
An den seit 1932 offiziellen Brauch, die Parteihymne direkt nach der Nationalhymne zu singen, lehnten sich später im Dritten Reich das Horst-Wessel-Lied und in Österreich das Lied der Jugend an, ferner wurden im franquistischen Spanien nach der Marcha Real oft die Parteihymnen der Falange (Cara al Sol) und der Carlisten (Marcha de Oriamendi) gesungen.
Nach dem Waffenstillstand von Cassibile im September 1943 verboten die Alliierten das Lied. Zu dieser Zeit hatte Italien keine Nationalhymne. Als Italien am 12. Oktober 1946 eine Republik wurde, wurde zunächst das Canzone del Piave, im Jahr darauf Il Canto degli Italiani provisorisch zur Nationalhymne (seit dem 17. November 2005 auch offiziell). Das Singen und Aufführen der Giovinezza ist in Italien erlaubt, wird aber bei offiziellen Veranstaltungen zumeist vermieden.